# Poganowo
Poganowo (deutsch Groß Bürgersdorf) ist eine Wüstung in Polen im Gebiet der Gmina Kętrzyn in der Woiwodschaft Ermland-Masuren.

## Geographie
Die Wüstung liegt im Nordosten Polens, etwa 35 Kilometer südlich der Staatsgrenze zur Oblast Kaliningrad. Etwa einen Kilometer südlich liegt Zalesie Kętrzyńskie, 1,5 Kilometer nördlich Sławkowo.

## Geschichte
Seit 1438 gehörte der Wald des Ortes zu Rastenburg (Kętrzyn). 1818 bestand das Dorf aus 16 Häusern mit 113 Bewohnern. Das zugehörige Vorwerk hatte drei Häuser, in welchen 24 Menschen lebten. 1928 wurden der Gutsbezirk Reimsdorf Domäne, die Landgemeinde Groß Bürgersdorf und die Gutsbezirke Hinzenhof und Klein Bürgersdorf zur neuen Landgemeinde Bürgersdorf zusammengeschlossen. 1939 lebten hier noch 329 Menschen. Nach dem Zweiten Weltkrieg wurde die Gegend Teil Polens. Heute ist Poganowo wüst.
2005 wurden bei archäologischen Grabungen auf dem Gebiet des Dorfes Reste einer alten pruzzischen Siedlung gefunden. Das Alter wird auf das 4. bis 3. Jahrhundert vor Christus geschätzt. Zu den gefundenen Gegenständen gehören alte steinerne Skulpturen, sodass hier eine alte Kultstätte vermutet wird. Die Skulpturen befinden sich seit 2008 im Wojciech-Kętrzyński-Museum in Kętrzyn.